# Magos Dezső
Magos Dezső (eredeti nevén Munk Dezső, Balassagyarmat, 1884. március 1. – Aszód, 1944. június 10.) építész, tervező-kivitelező.

## Életpályája
Munk Adolf és Straszberger (Stresser?) Rézi gyermekeként született.
Építész, tervező-kivitelező. 1913-ban szerzett építészmesteri képesítést. Főbb munkái közé tartozik a városi strand, az Ipolymenti Országzászló, ő tervezte a szalézi rend első magyarországi templomát. Nevéhez fűződik a Városháza, a kórház több pavilonjának bővítése, a női ideg-elmeosztály építése, a Kaszinó, a Rendőrség, a Csendőrség székházai, a pénzügyi palota, a római katolikus plébánia, a vágóhíd, a „repülő-híd” építése. 1930-ban lett az országos mérnöki kamara tagja.
Magos Dezső a két világháború közötti időszakban számos magyar honvédségi objektumot épített a legfelsőbb hadvezetés megelégedésére. Például a rétsági és a pétervásárai laktanyát, a kárpátaljai védvonal Kőrösmező és környéki hadi erődítményeit. Munkásai iránti szociális érzékenysége, bőkezű anyagi támogatásai miatt városszerte köztiszteletben állt. Számos fiatal értelmiségit – pl. Réti Zoltánt, a későbbi festőművészt, karnagyot – fölkarolt és foglalkoztatott vállalkozásaiban.
Az 1920-as években katolizált, kikeresztelkedésekor keresztapja Baross Pál, a korábbi vasminiszter, Baross Gábor rokona volt.
A legmagasabb körökig jó kapcsolatokkal rendelkező Baross József főispán (Baross Pál testvére, akinek Magos Dezső a legkedvesebb kártyapartnerei közé tartozott) kieszközölte Magos Dezső védettségét, melynek nyomán – bár a sárga csillagot hordania kellett – szabadon járhatott, és mentesült a gettóba zárás alól.
Az építési nagyvállalkozót annak ellenére deportálták, hogy korábban kikeresztelkedett, védettséget élvezett, szabadon élhetett. Kamarás József leírta, hogy utolsó találkozásukkor Magos Dezső csak annyit tudott mondani: "Józsikám, Te tudod, mennyit tettem ezért a városért." Az utolsó napon 1944. június 10-én a bevagonírozásra váró gyarmati zsidó közösség tagjai közé toloncolták. Aszódra érve öngyilkosságot követett el.

## Művei

### Balassagyarmaton
- Közvágóhíd és jéggyár: 1912-ben épült Szeghő Lajos tervei alapján. A kivitelező Munk Dezső volt. Későbbiekben emeletráépítést végeztek, és a PENOMAH (Pest és Nógrád Megyei Állami Húsipari Vállalat) vágóhídjaként működött. Az épület az 1990-es évek eleje óta használaton kívül áll, állaga rendkívül leromlott.
- Új plébánia és Magyar Korona Gyógyszertár: 1912-ben építette Munk Dezső a régi plébánia épület helyén, Wälder Gyula műépítész, műegyetemi tanár tervei alapján.
- Jánossy Képtár: A Kaszinó Szálló (később Ipoly Szálló) kertjében – a nyári épület helyére – tervezte és építette Magos Dezső. 1913-ban készült el. Korábban nyitott terasszal rendelkezett, de ezt a későbbiek során beépítették. 1945 után évekig a pártbizottság székháza volt, majd az 1970-es évek elejétől 1989 tavaszáig a Madách Imre Városi Könyvtár működött falai között. Jelenleg kortárs képzőművészeti állandó kiállításnak és gyűjteménynek ad otthont, amely 1975-től 1978-ig a volt Vármegyeháza épületében volt kiállítva, majd 1991-ben került ismét a nyilvánosság számára hozzáférhetővé. Helyi művészek (Farkas András, Jánossy Ferenc, Réti Zoltán) alkotásain túl több jelentős alkotó (pl. Tóth Menyhért, Kokas Ignác, Szabó Vladimír, Patay László, Földi Péter stb.) művei láthatóak itt.
- Munk-ház: 1910 körül építette családjának ezt a házat, homlokzatán mesterségének címere látható. Jelenleg is magánház.
- Balassagyarmati városháza: A volt Magyar Király szállót 1914-ben alakították át Wälder Gyula tervei alapján. Több fellelhető forrás Wälder Gyulát jelöli meg a Városháza tervezőjének, ami olyan értelemben igaz, hogy a városatyák elfogadták impozáns tervét, de végül a költségek harmadolása miatt a szálló áttervezése és a tényleges megvalósítás végül Munk Dezső munkájának eredménye volt, ahogy számos más épület tervezése, kivitelezése is a városban.[1]
- Államrendőrségi és Csendőrségi Palota: 1928-ban építették a Scitovszky (ma Bajcsy-Zsilinszky utca) és a gr. Tisza István (ma Ady Endre) utca sarkán. Évtizedekig a Rendőrség, majd a Határőrség épülete volt. A Határőrség rendőrséggel történt integrációja után közel tíz évig üresen állt. Felújítás után a Balassagyarmati Járási Hivatalnak ad helyet 2018 óta.
- Bosco Szt. János Szalézi Intézet – Szalézi Templom: Jeszenszky Kálmán esperesplébános a város hitéletének fellendítését valamely szerzetesrend letelepítésében látta. Választása a Szalézi Társaságra esett. Az I. világháború után az 1924-ben üressé vált csendőrlaktanyában 30 hadiárvát helyezett el és megalapította a Szent Imre Fiúárvaházat. Utóda, Kray Pál hívására 1934. augusztus 20-án megérkeztek az első szalézi atyák. Dr. Trikál József pápai prelátus adománya tette lehetővé a csendőrlaktanya átalakítását középiskolai internátussá. Magos Dezső építészmérnök tervezte és Trikál József 1935-ben áldotta meg a szaléziak első magyarországi Don Bosco templomát. A rendszerváltást követően 1992-ben történt meg a ház újraalapítása.[2]
- Balassagyarmati strandfürdő: A város nyugati szélén, a vágóhíddal szemben létesült 1934-35-ben az első magyar olimpiai bajnok, Hajós Alfréd műépítész tervei alapján. A kivitelező Magos Dezső volt. Egykor országos versenyeket is rendeztek itt. A hajdani öltözők és egyéb építmények deszkáit a második világháború után a lakosság széthordta és eltüzelte. Helyükön ma egyszerűbb kabinsor áll. A strandfürdő néhány évtizedes szünet után, felújítást követően néhány éve ismét működik.
- Ipolymenti országzászló: Magos Dezső építészmérnök tervezte, kivitelezte 1933-ban. Az emlékmű alá az ország minden vármegyéjéből összehordott föld került és fölé romhányi faragott kövekből készült talapzat emelkedett. Az 1940-es évek vége felé lebontották (köveit a ligetben a szabadtéri színpadhoz vezető lépcsők építésénél használták fel), majd 2004-ben a Vitézi Rend közreműködésével (az országban elsőként) állították helyre.

### Más településeken
- A romhányi csata emlékműve: A falu szélén, a Szátokra vezető út jobb oldalán lévő emlékparkban áll a romhányi csata 8 m magas, 1932-ben készített emlékműve. Az obeliszk tetején a turulmadár, oldalán Rákóczi és Károlyi Sándor kuruc fővezér domborművű képmásai találhatók. A csatában elesett 93 svéd, lengyel és francia katonára emléktábla emlékeztet. A falu történetének legjelentősebb eseménye volt az 1710. január 22-i romhányi csata. Ez volt a Rákóczi-szabadságharc utolsó jelentősebb hadművelete.
- Kazár, az I. világháborús hősök emlékműve: Az I. világháborúba Kazárról 67-en vonultak be, a bevonultak többsége a losonci 25. gyalogezred katonája lett, ennek az ezrednek volt Nógrád megye keleti része az utánpótlási területe. Az 1936. november 9-én felavatott, Magos Dezső építészmérnök által készített emlékoszlopon a vissza nem tértek nevei olvashatóak.
- Rétsági laktanya: Rétság XX. század történetében meghatározó szerepet játszó katonai laktanya 1937-ben épült fel, mely akkoriban az ország akkori legmodernebb kaszárnyája volt.
- Pétervásárai laktanya:
- Az Árpád-vonal létesítményei: Kőrösmezőn Magos Dezső irányításával és Réti István érsekvadkerti építőmester vezetésével 1941-42-ben érsekvadkerti és helybeli ruszin munkások a ruszin faluban és környékén megtalálható anyagokból és a helyi építészeti megoldásokat felhasználva építették fel a különálló, faháznak álcázott katonai objektumot.

## Lásd még
- Magyar építészet a 20. század első felében